# تومي هانكوك
تومي هانكوك (بالإنجليزية: Tommy Hancock)‏ هو موسيقي أمريكي، ولد في 25 مارس 1929.